# Jiutaisaurus
Jiutaisaurus (лат.) —  вымерший род динозавров-завропод, окаменелые остатки которого были обнаружены в меловых отложениях формации Quantou в провинции Гирин, Китай. Jiutaisaurus был завроподом, жившим в меловой период. Типовой вид, Jiutaisaurus xidiensis, был описан Wu и др. в 2006 году на основе восемнадцати позвонков. Вероятно, обитал одновременно Changchunsaurus и Helioceratops.

## Открытие и присвоение названия
В сентябре 2003 года команда учёных из Цзилиньского университета проводила раскопки в деревне Сиди (Цзютай) и обнаружила 18 хвостовых позвонков завропода, а также несколько других окаменелостей. В марте 2006 года Wu Wenhao, Dong Zhiming, Sun Yuewu, Li Chuntian и Li Tao описали позвонки как новый род и вид Jiutaisaurus xidiensis (кит.: 西地九台龙; пиньинь: Xīdì Jiǔtáilóng).
Jiutaisaurus xidiensis известен только по голотипу, экземпляру CAD-02, который был найден в меловых отложениях формации Quantou. Экземпляр состоит из 18 сочленённых хвостовых позвонков, предположительно представляющих собой 11-28-й позвонки хвостового отдела, и 13 шевронов.

## Классификация
В своём первоначальном описании Ву и его коллеги предварительно отнесли Jiutaisaurus к титанозаврам, также отметив сходство с Huabeisauridae и Brachiosauridae. Последующие авторы считали его неопределённым Macronaria. Wilson и Upchurch в 2009 считали таксон nomen dubium.